# Síndrome de Löffler
El síndrome de Löffler o Loeffler es una enfermedad en la cual los eosinófilos se acumulan en el tejido pulmonar en respuesta a una infestación parasitaria. 
Fue descrito en 1932 por Wilhelm Löffler, quien lo identificó en pacientes con neumonía eosinofílica causada por parásitos como Ascaris lumbricoides, Strongyloides stercoralis, Ancylostoma duodenale y Necator americanus. 
A pesar de que Löffler solo acuñó el término para describir neumonía eosinofílica en el contexto de una infección, muchos autores aplican el término síndrome de Löffler a la eosinofilia pulmonar aguda sin importar el factor desencadenante. Si la causa es desconocida se le denomina «eosinofilia pulmonar simple». Al daño cardíaco producido por el depósito anormal de gránulos eosinifílicos, se le conoce como endocarditis de Löffler y puede ser causada por eosinofilia idiopática o en respuesta a una infección parasitaria.